# Шибанов Михайло
Михайло Шиба́нов (? — після 1789 року) — російський живописець, зачинатель селянського побутового жанру в російському мистецтві.
Походив з кріпаків. З 1783 року — вільний живописець.

## Твори
- «Селянський обід» (1774);
- «Свято заручин» (1777).

Портрети: О. Спиридова (1772), В. Попова (1784—1785), Катерини II (Київ, 1787), О. Дмитрієва-Мамонова (Київ, 1787) та інші. 
У 1783—1786 роках написав ікони для Катерининського собору в Херсоні (тепер у Херсонському краєзнавчому музеї).
Картини художника зберігаються у Третьяковській галереї у Москві, Російському музеї у Санкт-Петербурзі, Одеському художньому музеї. 